# Jožef Godina
Jožef Godina, katoliški duhovnik in domoljub,  * 12. marec 1898, Dolnja Bistrica, † 16. januar 1986, Gradec.

## Življenje
Bil je starejši brat Ferda Godine. Starši so mu bili Marko Godina in Marija Doma. Za domoljubne ideje ga je navdušil boter Jožef Klekl. 
Obiskoval je slovensko gimnazijo v Škofovih zavodih v Ljubljani. Med prvo svetovno vojno se je boril na ruski in italijanski fronti, pridobil je naziv poročnik. Po koncu vojne je podpiral idejo priključitve Prekmurja k Jugoslaviji ter na lastno pest v Prekmurje pripeljal oddelek jugoslovanske vojske, s katerim je 24. decembra osvobodil rojstno vas, nato pa jih je med zasedo Murske Sobote zajela madžarska vojska. Zaradi "izdaje domovine" je bil obsojen na smrt, a mu je uspelo uiti iz zapora, zaradi česar se je "v zahvalo Bogu" odločil za duhovniški poklic. Po pobegu je bil med voditelji Prekmurske legije, za priključitev Prekmurja pa se je aktivno zavzemal tudi na druge načine: bil je član Narodnega sveta za Prekmurje, član deputacije, ki je pokrajinski vladi v Ljubljani in Beogradu zaprosila za zasedbo Prekmurja, sodeloval je na pogajanjih s predsednikom antantne komisije dr. Gastonom Reverdyjem ... Poleg Jožefa Kleka in Ivana Jeriča je bil podpisnik Memoranduma o Slovencih v Prekmurju, ki ga je pripravil prof. dr. Matija Slavič in so ga nato razposlali na 45 pariških naslovov. 
17. avgusta 1919 je Godina vodil veliko ljudsko zborovanje v Beltincih, ki se naj bi ga udeležilo okrog 20 tisoč ljudi.
Po maturi je vstopil k lazaristom in po bil končani teološki fakulteti leta 1925 posvečen v duhovnika. Med drugo svetovno vojno se je kot begunec umaknil v italijansko okupirano Ljubljano in nato v Rim. Po vojni je opravljal duhovniško in karitativno dejavnost po taboriščih, leta 1948 pa se je umaknil v ZDA. V času preganjanja Cerkve na Slovenskem je bil leta 1946 v odsotnosti obsojen na štiri leta prisilnega dela. 
V ZDA je v Clevelandu ustanovil Slovensko sobotno šolo za ameriške Slovence, Marijino legijo in Oltarno drštvo ter v mestu Marquette sodeloval pri zbiranju gradiva za beatifikacijo škofa Friderika Barage.
Leta 1969 se je vrnil na avstrijsko Koroško, kjer je živel pri šolskih sestrah v Pliberku. Umrl je v bolnišnici v Gradcu, pokopan je na pliberškem pokopališču.